# 47.ª edición de los Premios Óscar
La 47.ª edición de los Óscar premió a las mejores películas de 1974. Organizada por la Academia de Artes y Ciencias Cinematográficas, tuvo lugar en el Dorothy Chandler Pavilion de Los Ángeles el 8 de abril de 1975. La ceremonia fue presentada por los actores Sammy Davis, Jr., Bob Hope, Shirley MacLaine y Frank Sinatra.
El éxito de El Padrino II fue notable e histórica en esta edición principalmente por haber ganado el Óscar como Mejor película convirtiéndola en la primera secuela de la historia de este galardón en recibir dicho premio (esta hazaña se volvería a repetir 29 años después con el El Señor de los Anillos: el retorno del Rey en 2003), también recibió el doble de los Óscar que su antecesora (seis estatuillas) y repitió la hazaña de recibir tres nominaciones en la categoría de Mejor actor de reparto que también logró con anterioridad la primera entrega, siendo hasta la fecha la última película en recibir tres nominaciones en una sola categoría de actuación, finalmente tres integrantes de la familia Coppola compitieron en esta edición en diferentes categorías; Francis Ford Coppola por su parte logró cinco nominaciones (tres por el El Padrino II y dos por La Conversación respectivamente) siendo la persona con más nominaciones de esta edición y el cual finalmente ganaría tres estatuillas mientras que su padre el compositor Carmine Coppola ganó el Óscar a la Mejor banda sonora y Talia Shire (hermana de Francis e hija de Carmine) solamente se quedaría con su nominación en la categoría de Mejor actriz de reparto.
Fue la primera y única edición del Óscar en la que todos los nominados fueron lanzados por el mismo estudio; las cinco películas nominadas en la categoría de Mejor diseño de vestuario fueron producidos por Paramount Pictures.

## Ganadores y nominados

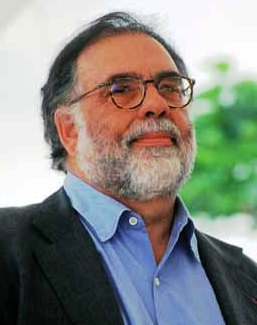
Francis Ford Coppola fue el ganador de tres premios Óscar, por mejor película y mejor director y mejor guion adaptado por El Padrino II.

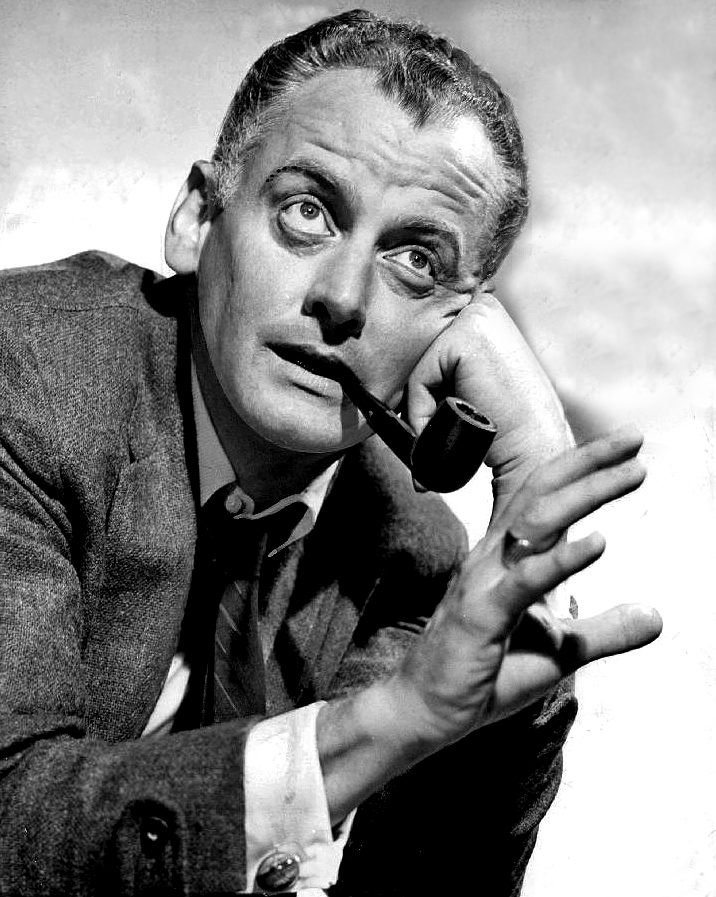
Art Carney fue el ganador del Óscar como mejor actor por Harry y Tonto.

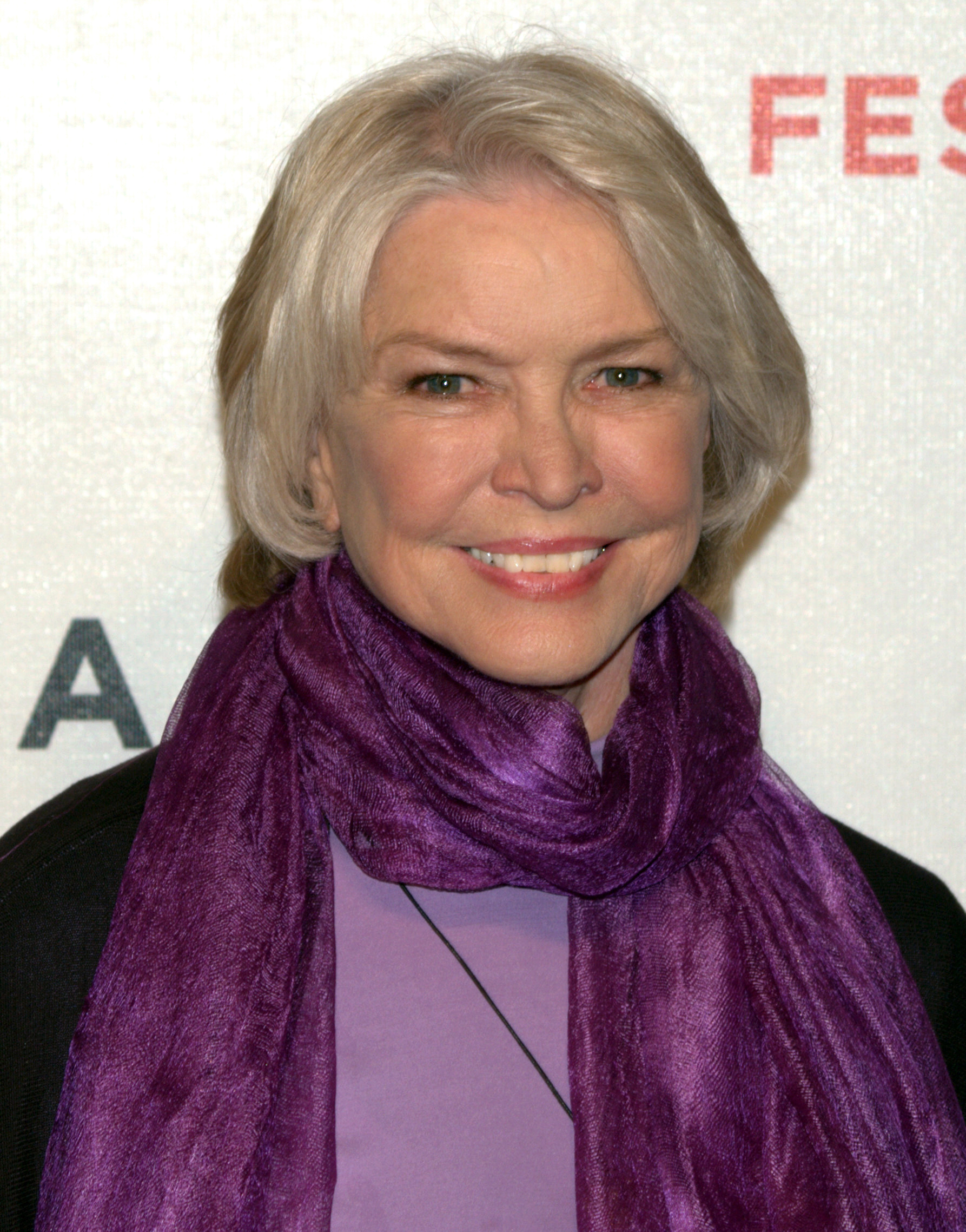
Ellen Burstyn fue la ganadora del Óscar como mejor actriz por Alicia ya no vive aquí.

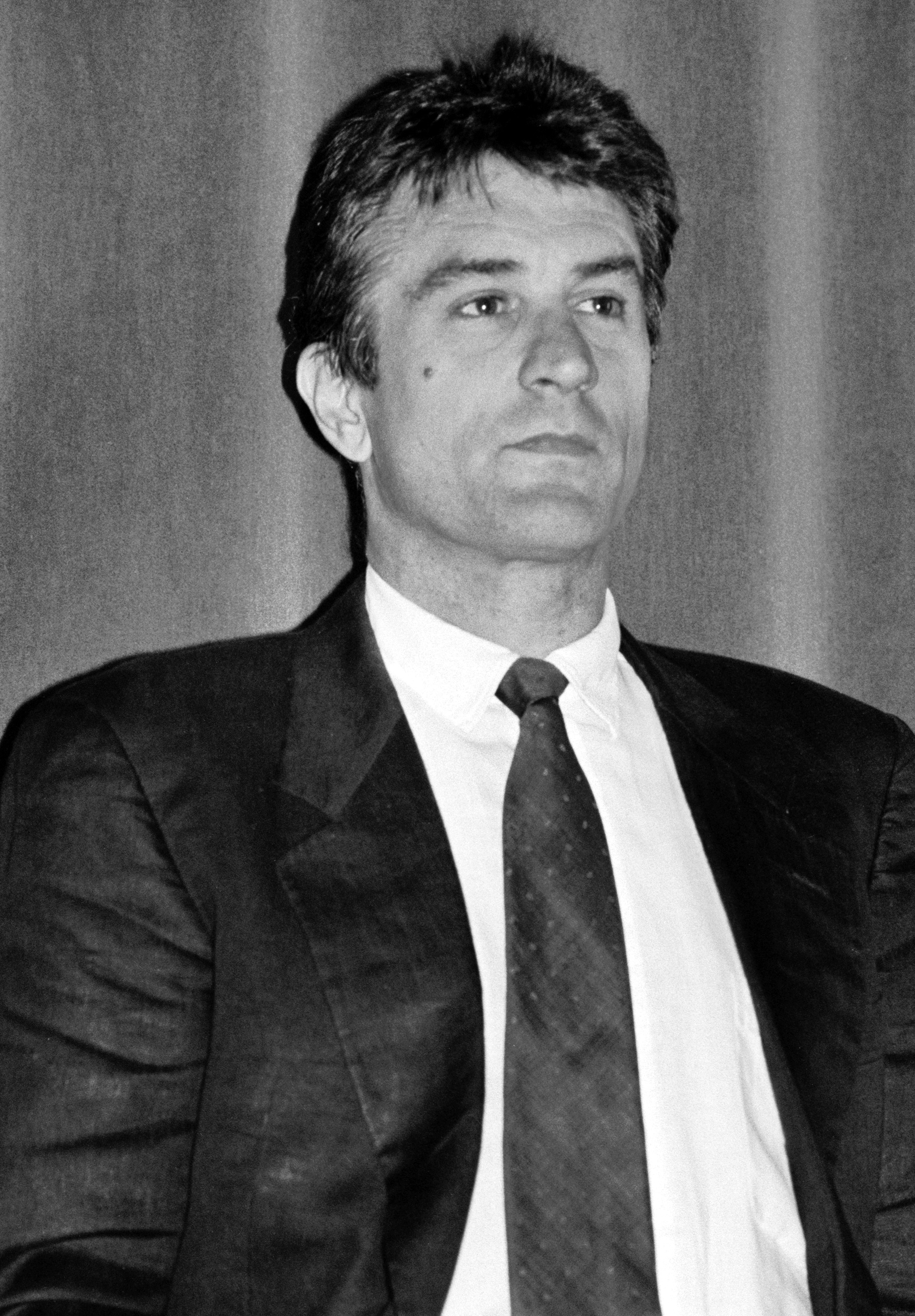
Robert De Niro fue el ganador del Óscar como mejor actor de reparto por El Padrino II.

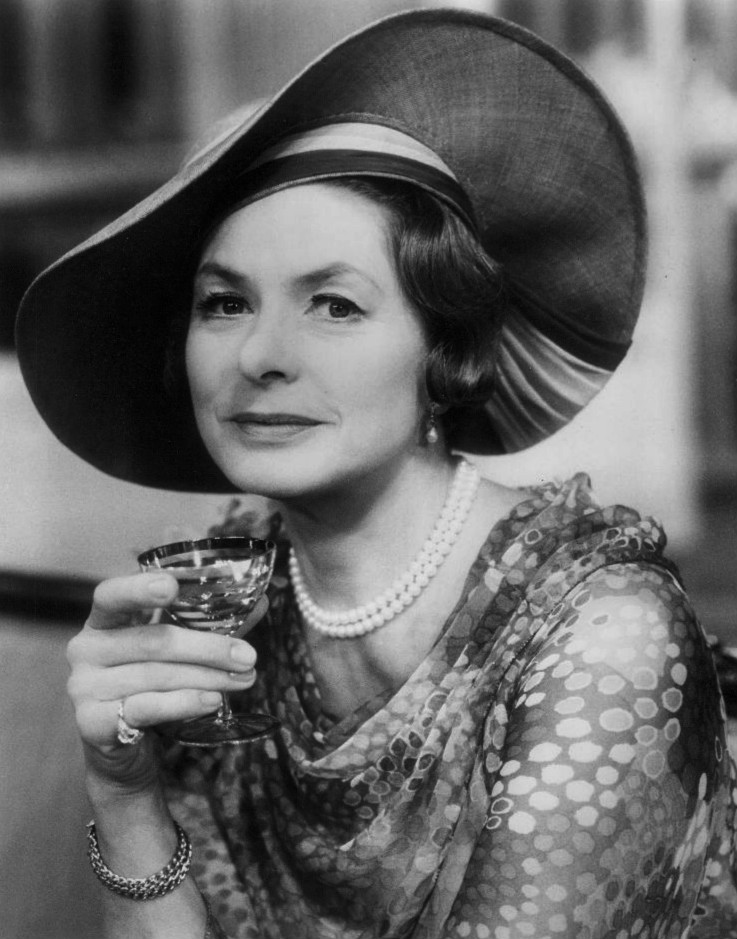
Ingrid Bergman fue la ganadora del Óscar como mejor actriz de reparto por Asesinato en el Orient Express.

Indica el ganador dentro de cada categoría, mostrado al principio y resaltado en negritas y en letras pequeñas se indican los presentadores. A continuación se listan los nominados y ganadores:
| Mejor película Presentado por: Warren Beatty The Godfather Part II (El Padrino II) – Francis Ford Coppola, Gray Frederickson y Fred Roos, productores - Chinatown – Robert Evans, productor - The Conversation (La conversación) – Francis Ford Coppola y Fred Roos, productores - Lenny – Marvin Worth, productor - The Towering Inferno (El coloso en llamas) – Irwin Allen, productor | Mejor director Presentado por: Goldie Hawn y Robert Wise Francis Ford Coppola – The Godfather Part II (El Padrino II) - John Cassavetes – A Woman Under the Influence (Una mujer bajo la influencia) - Bob Fosse – Lenny - Roman Polanski – Chinatown - François Truffaut – La Nuit américaine (La noche americana) |
| Mejor actor Presentado por: Glenda Jackson Art Carney – Harry and Tonto (Harry y Tonto), como Harry Coombies - Albert Finney – Murder on the Orient Express (Asesinato en el Orient Express), como Hércules Poirot - Dustin Hoffman – Lenny, como Lenny Bruce - Jack Nicholson – Chinatown, como J.J. "Jake" Gitties - Al Pacino – The Godfather Part II (El Padrino II), como Michael Corleone | Mejor actriz Presentado por: Jack Lemmon Ellen Burstyn – Alice Doesn't Live Here Anymore (Alicia ya no vive aqui), como Alice Hyatt - Diahann Carroll – Claudine, como Claudine Price - Faye Dunaway – Chinatown, como Evelyn Cross Mulwray - Valerie Perrine – Lenny, como Honey Bruce - Gena Rowlands – A Woman Under the Influence (Una mujer bajo la influencia), como Mabel Loghetti |
| Mejor actor de reparto Presentado por: Ryan O'Neal y Tatum O'Neal Robert De Niro – The Godfather Part II (El Padrino II), como Vito Corleone - Fred Astaire – The Towering Inferno (El coloso en llamas), como Harlee Clairbone - Jeff Bridges – Thunderbolt and Lightfoot (Un botín de 500.000 dólares), como Lightfoot - Michael V. Gazzo – The Godfather Part II (El Padrino II), como Frank Pentangeli - Lee Strasberg – The Godfather Part II (El Padrino II), como Hyman Roth                                                                                     | Mejor actriz de reparto Presentado por: Peter Falk y Katharine Ross Ingrid Bergman – Murder on the Orient Express (Asesinato en el Orient Express), como Greta Olhsson - Valentina Cortese – La Nuit américaine (La noche americana), como Severine - Madeline Kahn – Blazing Saddles (Sillas de montar calientes), como Lily Von Shutpp - Diane Ladd – Alice Doesn't Live Here Anymore (Alicia ya no vive aqui), como Florence "Flo" Castleberry - Talia Shire – The Godfather Part II (El Padrino II), como Connie Corleone |
| Mejor guion original Presentado por: James Michener Chinatown – Robert Towne - Alice Doesn't Live Here Anymore (Alicia ya no vive aqui) – Robert Getchell - The Conversation (La conversación) – Francis Ford Coppola - La Nuit américaine (La noche americana) – François Truffaut, Suzanne Schiffman y Jean-Louis Richard - Harry and Tonto (Harry y Tonto) – Paul Mazursky y Josh Greenfield | Mejor guion adaptado de otro material Presentado por: James Michener The Godfather Part II (El Padrino II) – Francis Ford Coppola y Mario Puzo; basada en la novela de Mario Puzo - The Apprenticeship of Duddy Kravitz (El aprendizaje de Duddy Kravitz) – Mordecai Richler y Lionel Chetwynd; basada en la novela de Mordecai Richler - Lenny – Julian Barry, basada en la obra de teatro de Julian Barry - Murder on the Orient Express (Asesinato en el Orient Express) – Paul Dehn; basada en la novela de Agatha Christie - Young Frankenstein (El jovencito Frankenstein) – Mel Brooks y Gene Wilder; basada en la novela de Mary Shelley |
| Mejor cortometraje Presentado por: Roddy McDowall y Brenda Vaccaro One-Eyed Men Are Kings – Paul Clandon y Edmond Sechan - Climb – Dewitt Jones - The Concert – Julian Chagrin y Claude Chagrin - Planet Ocean – Geroge V. Casey - The Violin' – Andrew Welsh y Geroge Pastic | Mejor cortometraje animado Presentado por: Roddy McDowall y Brenda Vaccaro Closed Mondays – Will Vinton y Bob Gardiner - The Family That Dwelt Apart — Yvo Mallette y Robert Verrall - Hunger — Peter Foldes y René Jodoin - Voyage to Next — John Hubley y Faith Hubley - Winnie the Pooh and Tigger Too — Wolfgang Reitherman |
| Mejor documental largo Presentado por: Lauren Hutton y Danny Thomas Hearts and Minds – Peter Davis - The 81st Blow – Haim Gouri - Antonia: A Portrait of the Woman – Judy Collins y Jill Godmilov - The Challenge... A Tribute to Modern Art – Hebert Kline - The Wild and the Brave – Natalie R. Jones y Eugene S. Jones | Mejor documental corto Presentado por: Lauren Hutton y Danny Thomas Don't – Robin Lenham - City Out of Wilderness - Francis Thompson - Exploratorium - Jon Boorstin - John Muir's High Sierra - Dewitt Jones y Lesley Foster - Naked Yoga - Ronald S. Kass y Mervyn Lloyd |
| Mejor película de habla no inglesa Presentado por: Susan George y Jack Valenti Amarcord, de Federico Fellini ( Italia) - Lacombe Lucien, de Louis Malle (Francia) - La tregua, de Sergio Renán (Argentina) - Potop, de Jerry Hoffman (Polonia) - Macskajáték (Juego de gatos), de Károly Makk (Hungría) | Mejor montaje Presentado por: Macdonald Carey y Jennifer O'Neill The Towering Inferno (El coloso en llamas) – Harold F. Kress y Carl Kress - Blazing Saddles (Sillas de montar calientes) — Jonh C. Howard y Danford Greene - Chinatown — Sam O'Steen - Earthquake (Terremoto) — Dorothy Spencer - The Longest Yard (El rompehuesos) — Michael Luciano |
| Mejor banda sonora dramática original Presentado por: Diahann Carroll y Johnny Green The Godfather Part II (El Padrino II) – Carmine Coppola y Nino Rota - Chinatown – Jerry Goldsmith - Murder on the Orient Express (Asesinato en el Orient Express) - Richard Rodney Bennett - Shanks – Alex North - The Towering Inferno (El coloso en llamas) – John Williams | Mejor orquestación: coro original y adaptación -u- orquestación: adaptación Presentado por: Diahann Carroll y Johnny Green The Great Gatsby (El gran Gatsby) – Nelson Riddle - The Little Prince (El principito) — Alan Jay Lerner. Frederick Loewe, Angela Morley y Douglas Gamley - Phantom of the Paradise (El fantasma del paraiso) — Paul Williams y Geroge Alison Tipton |
| Mejor canción original Presentado por: Gene Kelly «We may never love likes this again» de The Towering Inferno (El coloso en llamas); Letra y musica de Al Kasha y Joel Hirschhorn - «Benji's Theme (I Feel Love)» de Benji; Letra y música de Euel Box y Betty Box - «Blazing Saddles» de Blazing Saddles (Sillas de montar calientes); Letra y música de John Morris y Mel Brooks - «Little Prince» de The Little Prince (El principito); Letra y música de Alan Jay Lerner - «Wherever Love to Take Me» de Gold (Oro); Letra y música de Elmer Bernstein y Don Black | Mejor sonido Presentado por: Joseph Bottoms y Deborah Raffin Earthquake (Terremoto) – Ronald Pierce y Melvin Metcalfe - Chinatown — Charles Grenzbach y Larry Jost - The Conversation (La conversación) — Walter Murch y Art Rochester - The Towering Inferno (El coloso en llamas) — Theodore Soderberg y Herry Lewis - Young Frankenstein (El jovencito Frankenstein) – Richard Portman y Gene Cantamessa |
| Mejor fotografía Presentado por: Jon Voight y Raquel Welch The Towering Inferno (El coloso en llamas) – Josep Biroc y Fred Koenenkamp - Chinatown – John A. Alonzo - Earthquake (Terremoto) - Phillip H. Laptrop - Lenny – Bruce Surtees - Murder on the Orient Express (Asesinato en el Orient Express) – Geoffrey Unsworth | Mejor dirección de arte Presentado por: Susan Blakely The Godfather Part II (El Padrino II) – Dean Tavoularis, Angelo Graham y George R. Nelson - Chinatown — Richar Sylbert, W. Stewart Campbell y Ruby R. Levitt - Earthquake (Terremoto) — Alexandre Golitzen, E. Preston Ames y Frank R. McKelvy - The Island at the Top of the World (La isla del fin del mundo) — Peter Ellenshaw, John B. Mansbrigde, Walter Tyler, Al Roelofs y Hal Gausman - The Towering Inferno (El coloso en llamas) – William J. Creber, Ward Preston y Raphael Bretton                                                                                             |
| Mejor diseño de vestuario Presentado por: Lauren Bacall The Great Gatsby (El gran Gatsby) – Theoni V. Aldredge - Chinatown — Anthea Silbert - Daisy Miller (Una señorita rebelde) — John Furniss - The Godfather Part II (El Padrino II) — Theadora Van Runkle - Murder on the Orient Express (Asesinato en el Orient Express) – Tony Walton | |

### Óscar Honorífico
- Howard Hawks, presentado por John Wayne
- Jean Renoir
- Mejores efectos visuales: Earthquake (Terremoto) para Frank Brendel, Glen Robinson y Albert Whitlock.[2]

### Premio Humanitario Jean Hersholt
- Arthur B. Krim

## Premios y nominaciones múltiples
| Película                                                      | Nominaciones | Premios |
| ------------------------------------------------------------- | ------------ | ------- |
| The Godfather Part II (El Padrino II)                         | 11           | 6       |
| Chinatown                                                     | 11           | 1       |
| The Towering Inferno (El coloso en llamas)                    | 8            | 3       |
| Murder on the Orient Express (Asesinato en el Orient Express) | 6            | 1       |
| Lenny                                                         | 6            | 0       |
| Earthquake (Terremoto)                                        | 5            | 2       |
| Alice Doesn't Live Here Anymore (Alicia ya no vive aqui)      | 3            | 1       |
| Blazing Saddles (Sillas de montar calientes)                  | 3            | 0       |
| The Conversation (La conversación)                            | 3            | 0       |
| La Nuit américaine (La noche americana)                       | 3            | 0       |
| The Great Gatsby (El gran Gatsby)                             | 2            | 2       |
| Harry and Tonto (Harry y Tonto)                               | 2            | 1       |
| The Little Prince (El principito)                             | 2            | 0       |
| A Woman Under the Influence (Una mujer bajo la influencia)    | 2            | 0       |
| Young Frankenstein (El jovencito Frankenstein)                | 2            | 0       |
| Amarcord                                                      | 1            | 1       |